# Mehetueret

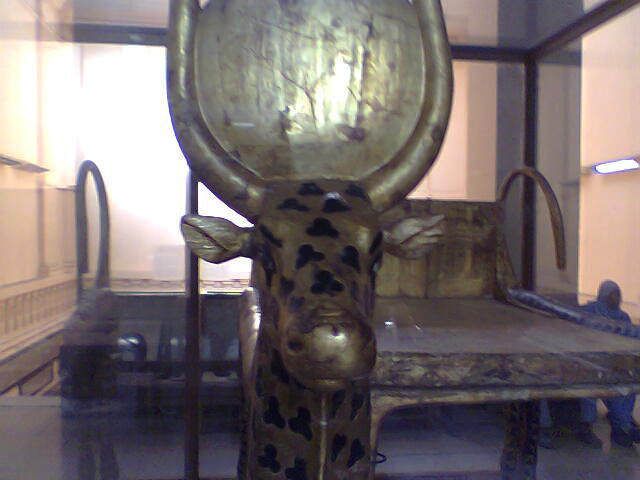
Letto funerario zoomorfo del Faraone Tutankhamon con sponde laterali nella forma di Mehetueret, la vacca celeste.

Mehetueret, nella religione egizia, era una vacca divinizzata, chiamata "Vacca celeste" o "La grande giovenca", adorata come dea cosmica della rinascita e della grande inondazione.
| V22 · t | G36 · r · t | E1 |

 mḥt- wrt (letteralmente grande piena)
La vacca celeste emerse dall'oceano primigenio del Nun, portando il disco solare tra le sue corna; prima di questo evento non esistevano giorno, notte, morte e rinascita. 
  Dai successivi "Testi dei sarcofagi" si apprende che essa divenne madre di Ra, dio del sole, partorendolo e facendolo nascere, poi, ogni giorno per consentire così al mondo di uscire dalle tenebre della notte.

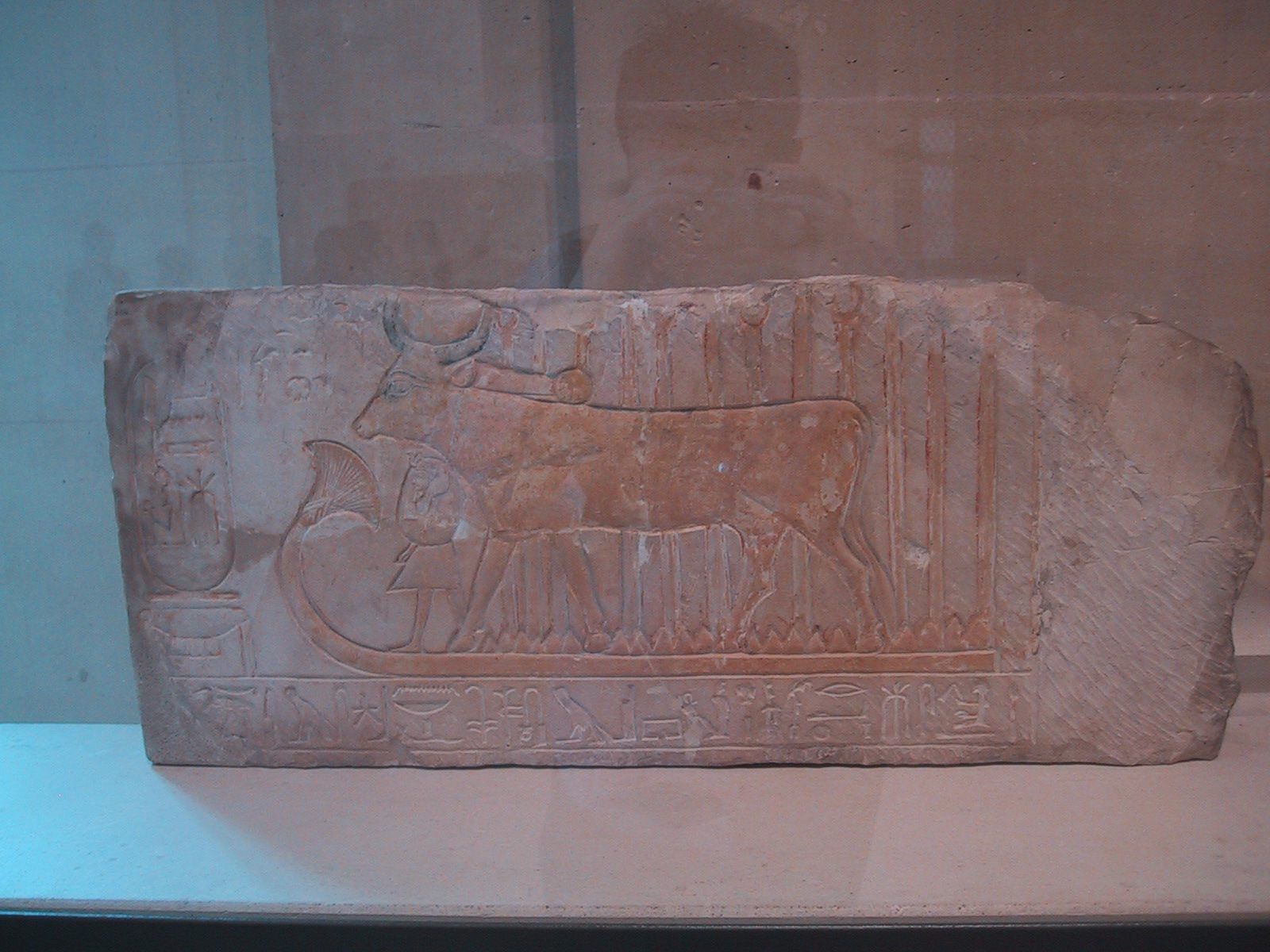
Hathor / Mehetueret

Nel Libro dei morti viene definita come la grande acqua celeste percorsa dalla barca solare, con sopra il dio Ra e il faraone deceduto che navigano verso la rinascita ascendendo, dal mondo delle tenebre, al cielo.
Mehetueret, personificando il mito della maternità, diveniva così anche la madre del faraone partorendolo rigenerato al mattino ed assolveva contemporaneamente il compito di protettrice della risurrezione dei defunti. Come dea della rinascita veniva quindi rappresentata nelle decorazioni funerarie: nella tomba di Iry-nefer è raffigurata come vacca celeste sulle acque del Nun con il falco che simboleggia la creazione di Ra. 
Come dea della grande inondazione si collega alle oceaniche acque generatrici di vita del Nun. Ma soprattutto si riallaccia alle periodiche piene del Nilo dalle quali dipendeva la fertilità della terra egizia e veniva adorata affinché la piena fosse puntuale nel tempo e di giusta misura.

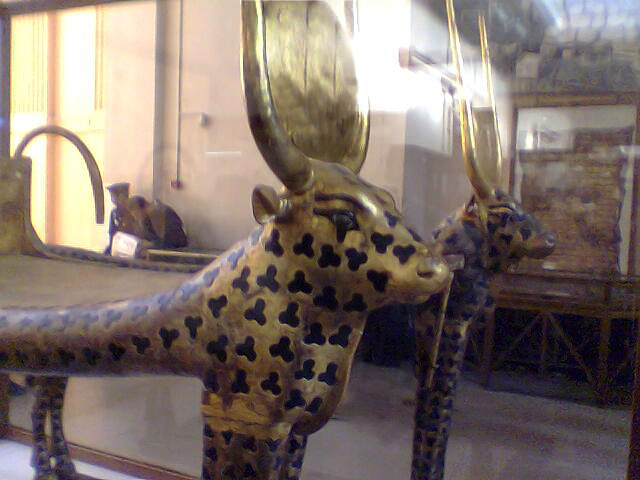
Mehetueret, così come rappresentata nel letto funerario di Tutankhamon

Mehetueret, è ben raffigurata, in uno dei tre letti funerari rinvenuti nella tomba di Tutankhamon: dorata, con il corpo maculato per simulare il cielo stellato e il sole tra le corna rappresentando così contemporaneamente sia il cielo diurno che quello notturno. Dalla tomba di Amenofi II è pervenuta una testa bovina con gli occhi di Horus e quindi assimilabile alla divinità della vacca celeste.
È stata anche rappresentata come figura femminile o come figura femminile con testa di serpente, pur recando sempre in testa il disco solare circondato dalle corna di vacca. In questo caso era identificata con Renenet. Aveva con sé spesso anche un menat che divenne successivamente sacro alla dea Hathor, nella quale sarà immedesimata.

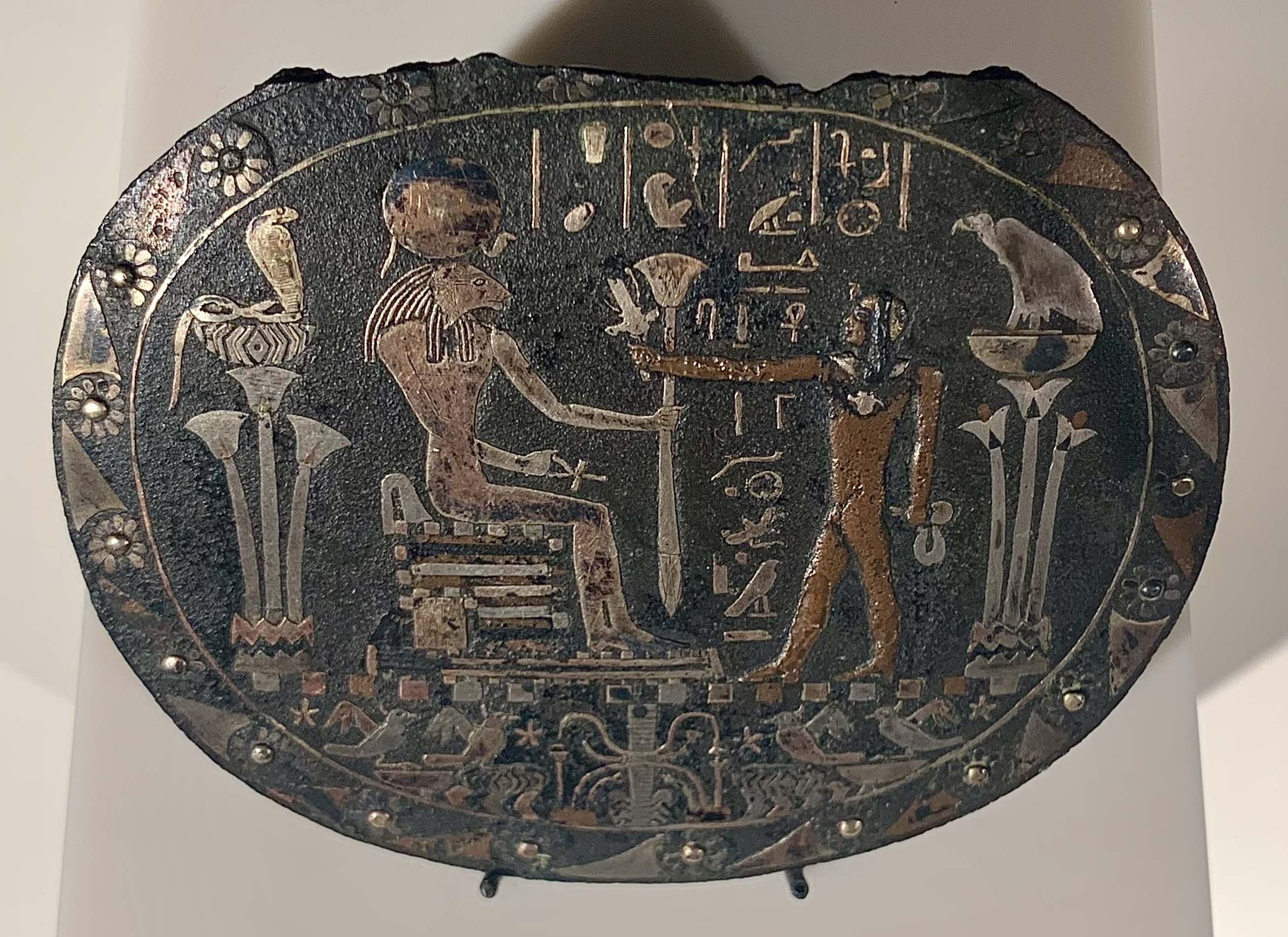
frammento di menat.

Infatti, mentre si può considerare Mehetueret una divinità astratta del periodo pre-dinastico, la trasformazione in Hathor la rese più concreta e più facilmente soggetta ad un culto popolare. Questa doppia identità è descritta nel "Libro dei Morti".
Così tutte le caratteristiche della mucca divina furono assorbite da Hathor, come recitano i "Testi dei Sarcofagi" e i "Testi delle Piramidi" dell'Antico Regno. Ma Mehetueret non scomparve, perché restò, fino al periodo tolemaico, la divinità che emerse per prima dall'oceano primevo generando il dio massimo Atum/Ra.

## Altri nomi
- Mehet-uret
- Mehetweret
- Mehet-weret
- Mehe-weret
- Mehitweret
- Mehit-weret
- Mehturt
- Mehueret
- Mehurt
- Meh-urt
- Mehytweret
- Methyer